# PH

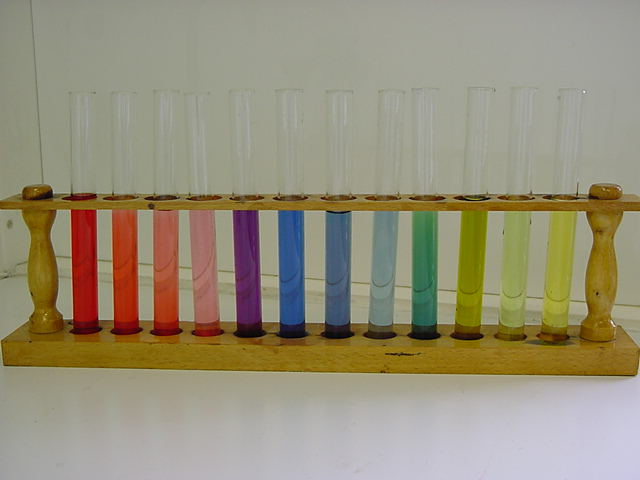
Odstíny šťávy z červeného zelí v závislosti na pH

pH (anglicky potential of hydrogen, latinsky pondus hydrogenii, či potentia hydrogenii, tj. „potenciál vodíku“), též vodíkový exponent je číslo, kterým se v chemii vyjadřuje, zda vodný roztok reaguje kysele či naopak zásaditě (alkalicky). Jedná se o logaritmickou stupnici s běžně užívanými hodnotami od 0 do 14 (pro většinu vodných roztoků, roztoky silných kyselin a zásad či jiné než vodné roztoky mohou nabývat jiných hodnot); přitom neutrální voda má pH při standardních podmínkách rovno 7. U kyselin je pH menší než sedm; naopak zásady mají pH > 7.
Výpočty pH mají velký význam především v analytické chemii při titračních reakcích.
Stupnici pH zavedl v roce 1909 dánský biochemik Søren Peder Lauritz Sørensen.

## Definice pH

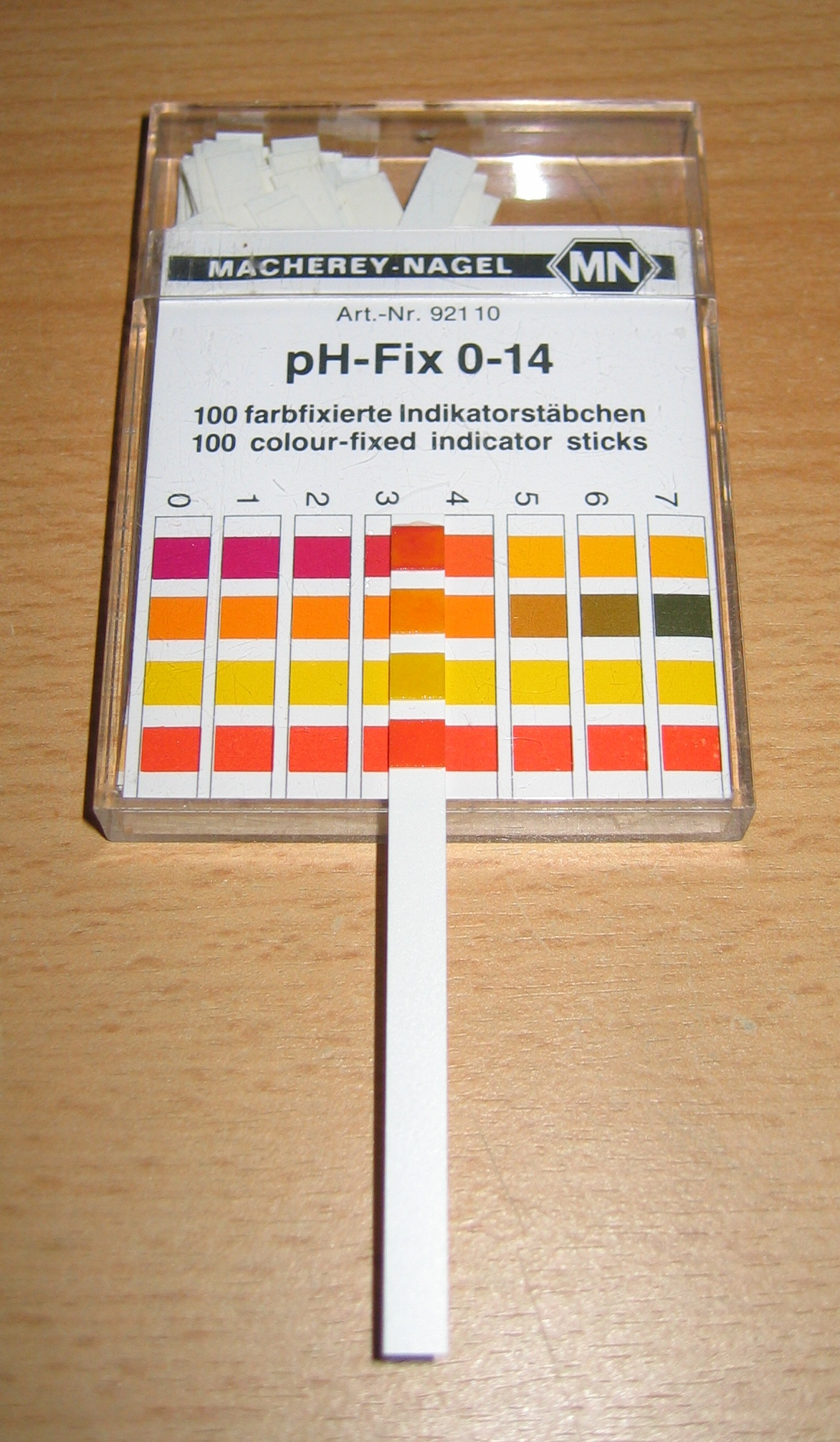
Vliv pH na zbarvení indikačního papírku

Hodnota pH je definována jako záporně vzatý dekadický logaritmus aktivity oxoniových kationtů. Ve zředěných vodných roztocích lze hodnotu aktivity aproximovat hodnotou koncentrace a pak platí:
{\displaystyle \mathrm {pH} =-\log \left(c_{\mathrm {H_{3}O^{+}} }\right)}
Obecně platí rovnice:
{\displaystyle \mathrm {pH} =-\log \left(a_{\mathrm {H_{3}O^{+}} }\right)}
kde a značí aktivitu iontu (H3O+). Rozsah pH se uzančně udává 0 do 14 (platí pro většinu vodných roztoků při 25 °C, ale teoreticky není tato stupnice omezena, existují například roztoky s pH nižším než 0). Chemicky čistá voda má při pokojové teplotě pH 7 (při 100 °C zhruba 6), kyseliny < 7, zásady > 7.
Ve vodném roztoku je vždy kromě molekul H2O také určité množství oxoniových kationtů H3O+ (přesněji [H(H2O)4]+) a hydroxylových aniontů OH−. Součin koncentrací obou těchto iontů je ve vodných roztocích za konstantních podmínek vždy konstantní, je označován jako iontový součin vody a pro standardní podmínky nabývá hodnoty 10−14. V čisté vodě je látková koncentrace obou iontů stejná: 10−7. To odpovídá pH = 7. Kyselost vzniká přebytkem H3O+. Zvýšení jejich koncentrace na stonásobek, tedy 10−5, odpovídá pH = 5. Zásaditost je přebytek hydroxylových iontů na úkor oxoniových. Je-li v roztoku např. 1000× více OH− než ve vodě, klesne koncentrace iontů H3O+ na 10−10, což odpovídá pH = 10.
Kyselost nevodných roztoků (např. roztoky kyselin nebo hydroxidů v alkoholech, ketonech nebo i nepolárních rozpouštědlech) popisuje hodnota Hammetovy funkce. Velikost Hammetovy funkce pro určité prostředí se prakticky zjišťuje na základě poměru kyselé a zásadité formy určitého acidobazického indikátoru v měřeném roztoku.

## Výpočty pH
Pro výpočet pH je vždy nutné ujasnit si, co (ne)reaguje s čím. Která sloučenina se v reakci chová jako kyselina, která se chová jako zásada a jak se budou chovat produkty reakce. Proto je důležité napsat si a vyčíslit rovnici reakce a spočítat koncentrace reaktantů a produktů (s tím, že pokud v reakci vzniká voda či slouží jako rozpouštědlo, tak její koncentrace můžeme zanedbat).
Podle toho, jaké látky mezi sebou reagují se vybere i vzorec pro výpočet hodnoty pH:

### Výpočet pH silné kyseliny
Za silné kyseliny jsou považovány především následující: HCl, HBr, HI, HNO3, H2SO4, HClO4, H2SiF6
Pro výpočet přes koncentraci platí vzorec uvedený výše: {\displaystyle \mathrm {pH} =-\log \left(c_{\mathrm {H^{+}} }\right)}
Pro přesnější výpočet přes aktivitu iontů se používá vzorec aktivity: {\displaystyle \mathrm {pH} =-\log a_{H^{+}}}, kde {\displaystyle a_{H^{+}}=\left[H^{+}\right]\cdot y_{H^{+}}}
yH+ – aktivitní koeficient
Aktivitní koeficient se počítá pomocí rovnice iontové síly roztoku: {\displaystyle -\log y_{H}^{+}={\frac {1}{2}}\cdot z_{i}^{2}\cdot \left({\frac {\sqrt {I}}{1+{\sqrt {I}}}}-0,3\cdot I\right)}
Iontová síla I (vzorec): {\displaystyle I={\frac {1}{2}}\cdot \sum c_{i}\cdot z_{i}^{2}}
ci – koncentrace látky v mol/l
zi – náboj iontu
Pro názornost je vhodné nakreslit si tabulku iontové síly, což lze ukázat na příkladu výpočtu pH 0,1M HCl:
| ionti | ci  | zi | cizi2 |
| H+    | 0,1 | +1 | 0,1   |
| Cl−   | 0,1 | -1 | 0,1   |
| Suma  |     |    | 0,2   |

### Výpočet pH slabé kyseliny
Má-li kyselina disociační konstantu Ka, považujeme ji za slabou. Pro slabé kyseliny platí následující disociační vztahy:
{\displaystyle \mathrm {HA} \rightleftharpoons \mathrm {H} ^{+}+\mathrm {A} ^{-};K_{a}\doteq {\frac {[\mathrm {H} ^{+}]\cdot [\mathrm {A} ^{-}]}{[\mathrm {HA} ]}},} kde {\displaystyle [\mathrm {H} ^{+}]\neq c_{\mathrm {HA} },} z toho plyne, že: {\displaystyle \mathrm {pH} =-\log {\sqrt {c_{\mathrm {HA} }\cdot K_{a}}}\Rightarrow \mathrm {pH} =-{\frac {1}{2}}\cdot (c_{HA}\cdot K_{a})\Rightarrow \mathrm {p} K_{a}=-\log K_{a}}
Vzorec pro výpočet slabé kyseliny proto vypadá následovně: {\displaystyle \mathrm {pH} ={\frac {1}{2}}\mathrm {p} K_{a}-{\frac {1}{2}}\log c_{\mathrm {HA} }}

### Výpočet pH silné zásady
Za silné zásady (báze, značíme B) považujeme oxidy a hydroxidy alkalických kovů a kovů alkalických zemin (skupiny prvků I.A a II.A periodické tabulky)
Platí tak tyto vztahy: {\displaystyle B(OH)_{x}\rightleftharpoons B^{x+}+xOH^{-}\Rightarrow OH^{-}=x\cdot c_{B(OH)_{x}}} a {\displaystyle pOH=-\log[a_{OH}]\cdot y_{OH^{-}}\bigvee pOH=-\log[OH^{-}]}
Vzorec pH silné zásady proto zní: {\displaystyle pH=14-pOH}

### Výpočet pH slabé zásady
Platí zde tyto vztahy: {\displaystyle BOH\rightleftharpoons B^{+}+OH^{-};K_{b}\doteq {\frac {[B^{+}]\cdot [OH^{-}]}{[BOH]}}\Rightarrow pK_{b}=-\log K_{b}}
Vzorec výpočtu pH slabé zásady: {\displaystyle pH=14-{\frac {1}{2}}pK_{b}+{\frac {1}{2}}\log c_{\mathrm {BOH} }}

### Výpočet pH solí
Soli slabých kyselin se ve vodném prostředí chovají jako slabé zásady a naopak. cs v následujících vzorcích je koncentrace soli.

#### Sůl silné kyseliny a silné zásady
má neutrální pH (pH = 7)

#### Sůl slabé kyseliny a silné zásady
{\displaystyle pH=7+{\frac {1}{2}}pK_{a}+{\frac {1}{2}}\log c_{s}}

#### Sůl silné kyseliny a slabé zásady
{\displaystyle pH=7-{\frac {1}{2}}pK_{b}-{\frac {1}{2}}\log c_{s}}

#### Sůl slabé kyseliny a slabé zásady
{\displaystyle pH=7+{\frac {1}{2}}pK_{a}-{\frac {1}{2}}pK_{b}}

### Výpočet pH amfolytu
Amfolyty jsou typicky aminokyseliny, soli vícesytných slabých kyselin.
{\displaystyle pH={\frac {pK_{a1}+pK_{a2}}{2}}}

### Výpočet pH pufru
Pufr je roztok se současným obsahem kyseliny i zásady.
{\displaystyle pH=pK_{a}+\log {\frac {c_{zas}}{c_{kys}}}}

## Měření pH

### Acidobazické indikátory
Některé organické látky mění uspořádání dvojných vazeb v molekule v závislosti na pH prostředí, což se projeví změnou zabarvení roztoku. Například čaj změní barvu přidáním kyselé citronové šťávy. Takovým látkám říkáme acidobazické indikátory. Kyselost můžeme měřit přidáním indikátoru do roztoku a porovnáním barvy s kalibrovanou barevnou škálou. Používají se zejména tyto látky:
- Thymolová modř přechází z kyselé červené formy na zásaditou žlutou v oblasti pH 1,2–2,8.
- Methylová žluť přechází z kyselé červené formy na zásaditou žlutou v oblasti pH 2,9–4,0.
- Bromfenolová modř přechází z kyselé žluté formy na zásaditou modrou v oblasti pH 3,0–4,6.
- Methyloranž přechází z kyselé oranžové formy na zásaditou žlutou v oblasti pH 3,1–4,5.
- Methylčerveň přechází z kyselé červené formy na zásaditou žlutou v oblasti pH 4,4–6,3.
- Lakmus přechází z kyselé červené formy na zásaditou modrou v oblasti pH 5,0–8,0.
- Bromthymolová modř přechází z kyselé žluté formy na zásaditou modrou v oblasti pH 6,0–7,6.
- Fenolftalein přechází z kyselé bezbarvé formy na zásaditou fialovou v oblasti pH 8,0–9,8.
- Thymolftalein přechází z kyselé bezbarvé formy na zásaditou modrou v oblasti pH 9,3–10,5.

Přírodním indikátorem je například barvivo v červeném zelí, které při okyselení roztoku změní barvu z modré na červenou.
Barevné přechody indikátorů jsou v praxi nejčastěji využívány pro acidobazické titrace, které slouží pro určení obsahu kyseliny nebo hydroxidu v analyzovaném vzorku. Definovaný objem měřeného vzorku s přídavkem vhodného indikátoru je přitom neutralizován roztokem kyseliny nebo hydroxidu. Dosažení bodu, kdy je koncentrace kyseliny a hydroxidu v rovnováze (neutrální roztok) je určena změnou barvy příslušného indikátoru. Z množství a koncentrace roztoku, potřebného pro získání neutrálního roztoku lze jednoduše vypočíst obsah kyseliny nebo hydroxidu v analyzovaném roztoku.
Pro hrubou orientaci o kyselosti měřeného roztoku se k měření pH používá lakmusový papírek, což je proužek papíru napuštěný lakmusem. Poněkud přesnější údaj o kyselosti měřeného roztoku poskytuje univerzální indikátorový papírek, jehož zbarvení se mění s pH měřeného roztoku od červené až po tmavě modrou (barevnou škálu vystihuje vedlejší tabulka hodnot pH běžně se vyskytujících roztoků).

### Instrumentální metody měření pH

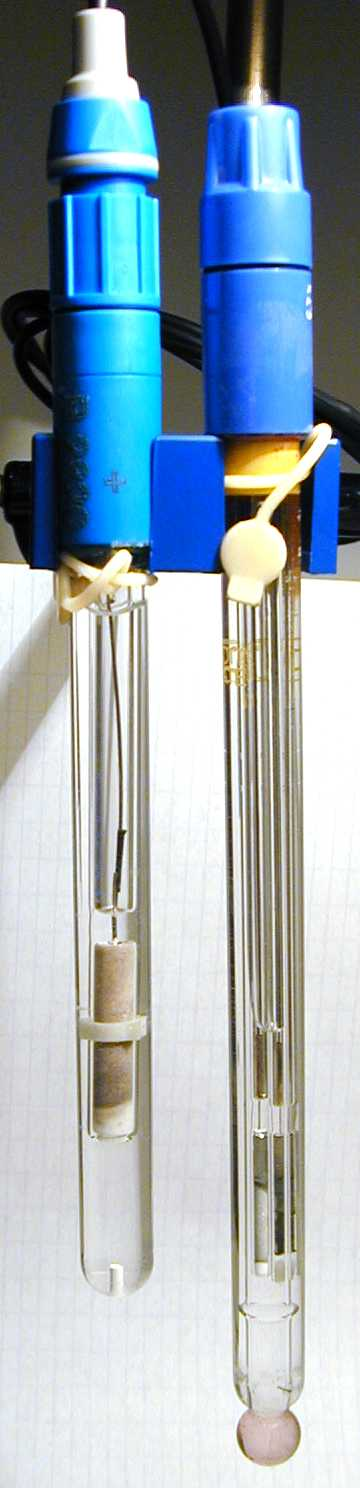
Skleněná měrná a kalomelová referenční elektroda

Pro přesná měření hodnot pH vodných roztoků se v současné době používá prakticky výlučně potenciometrie s využitím skleněné elektrody jako měrného členu. Podstatou uvedené metody je velmi přesné měření elektrického potenciálu mezi měrnou (skleněnou) a referenční elektrodou. Jako referenční elektrody lze v tomto případě využít prakticky každé elektrody II. druhu, tedy elektrody, jejíž potenciál zůstává konstantní při změně prostředí, v němž je ponořena. Nejčastěji se zde uplatňuje kalomelová nebo argentchloridová srovnávací elektroda.
Kyselost měřeného roztoku určuje elektrický potenciál měrné skleněné elektrody. Základní část skleněné elektrody tvoří tenkostěnná miniaturní baňka ze speciálního skla. Vnitřní objem baňky je naplněn pufrem, tedy roztokem o konstantním pH. Vnější povrch baňky je ve styku s měřeným roztokem a rovnováha mezi hydroxoniovými ionty ve zkoumaném roztoku a ionty v povrchu skla způsobují změnu elektrického potenciálu elektrody.
Elektrický potenciál mezi měrnou a referenční elektrodou je měřen citlivým voltmetrem, který musí vykazovat vysoký vstupní odpor (minimální požadavek je 1014 Ω, kvalitní přístroje mají parametry o řád až dva lepší). Komerčně dodávané přístroje – pH-metry současně převádějí měřené napětí mezi elektrodami přímo na hodnotu pH, kterou zobrazují digitálně na displeji.
Teoreticky platí, že změna pH o jeden řád (např. z pH 6 na pH 7) vyvolá změnu potenciálu skleněné elektrody o 59 mV. V praxi je však potenciálový rozdíl individuálně měřen pro konkrétní elektrodu pomocí roztoků o přesně definovaném pH, pufrů. Naměřený potenciálový rozdíl (např. pufru o pH = 4 a pH = 7) pak slouží ke kalibraci elektrody a zpřesnění výsledných údajů.
V současné době patří potenciometrické měření pH k velmi kvalitně i komerčně zvládnutým instrumentálním technikám. Na trhu je celá řada přístrojů špičkové kvality, umožňujících měření pH s rozlišením na 0,01 až 0,001 jednotky pH. Současně jsou však k dispozici cenově dostupné přístroje pro měření v terénu (úpravny a čističky odpadních vod, monitoring kyselosti zásobních roztoků v průmyslu…), které sice nedosahují špičkové přesnosti měření, ale umožňují velmi rychlé a snadné získání terénních dat.
Měření pH skleněnou elektrodou se v současné době neomezuje pouze na měření kyselosti roztoků, ale je možno zakoupit speciální elektrody pro sledování kyselosti povrchů (např. navlhčený papír, zemina apod.), vpichové elektrody pro měření pH masa a jiných potravin atd. V medicíně slouží miniaturní pH-elektrody k monitoringu pH krve pacientů.